# Stachyneura iostigma
Stachyneura iostigma är en fjärilsart som beskrevs av Diakonoff 1948. Stachyneura iostigma ingår i släktet Stachyneura och familjen plattmalar. Inga underarter finns listade i Catalogue of Life.